# Peter Ressel
Peter Ressel (* 4. Prosince 1945, Krommenie) je bývalý nizozemský fotbalista, záložník. 

## Fotbalová kariéra
Hrál v nizozemské lize za Go Ahead Eagles, NEC Nijmegen a PSV Eindhoven. V letech 1970-1972 hrál belgickou ligu za Lierse SK. V letech 1972-1975 hrál nizozemskou ligu za Feyenoord, v roce 1974 soutěž s Feyenoordem vyhrál. Dále hrál v Belgii za RSC Anderlecht, se kterým v roce 1976 vyhrál belgický pohár. Pokračoval v NASL za San Jose Earthquakes, v nizozemské lize za AZ Alkmaar, v létě 1979 se vrátil do USA do týmu Chicago Sting a následně hrál za belgický KSC Hasselt. Letní přestávku v roce 1980 opět hrál za Chicago Sting. Po návratu do Evropy zakončil kariéru ve druhé nizozemské lize v týmech SC Telstar a VVV-Venlo. V nizozemské lize nastoupil ve 266 ligových utkáních a dal 72 gólů. V Poháru mistrů evropských zemí nastoupil ve 4 utkáních a dal 1 gól, v Poháru vítězů pohárů nastoupil ve 26 utkáních a dal 2 góly a v Poháru UEFA nastoupil ve 23 utkáních, dal 5 gólů a soutěž v roce 1974 s Feyenoordem vyhrál. V Superpoháru UEFA nastoupil ve 2 utkáních a v roce 1976 soutěž s Anderlechtem vyhrál. Za nizozemskou fotbalovou reprezentaci nastoupil v roce 1974 ve 3 utkáních. 

## Ligová bilance
| Ročník                     | Zápasy | Góly | Klub                 |
| -------------------------- | ------ | ---- | -------------------- |
| Eredivisie 1965/66         | 23     | 3    | Go Ahead Eagles      |
| Eredivisie 1966/67         | 34     | 3    | Go Ahead Eagles      |
| Eredivisie 1967/68         | 33     | 7    | Go Ahead Eagles      |
| Eredivisie 1968/69         | 34     | 6    | NEC Nijmegen         |
| Eredivisie 1969/70         | 27     | 6    | PSV Eindhoven        |
| Jupiler Pro League 1970/71 | 29     | 14   | Lierse SK            |
| Jupiler Pro League 1971/72 | 24     | 4    | Lierse SK            |
| Eredivisie 1972/73         | 31     | 16   | Feyenoord            |
| Eredivisie 1973/74         | 32     | 14   | Feyenoord            |
| Eredivisie 1974/75         | 34     | 13   | Feyenoord            |
| Jupiler Pro League 1975/76 | 32     | 6    | RSC Anderlecht       |
| Jupiler Pro League 1976/77 | 34     | 7    | RSC Anderlecht       |
| Jupiler Pro League 1977/78 | 22     | 1    | RSC Anderlecht       |
| NASL 1978                  | 29     | 8    | San Jose Earthquakes |
| Eredivisie 1978/79         | 19     | 4    | AZ Alkmaar           |
| NASL 1979                  | 28     | 10   | Chicago Sting        |
| Jupiler Pro League 1979/80 | 8      | 2    | KSC Hasselt          |
| NASL 1980                  | 31     | 8    | Chicago Sting        |
| 2. nizozemská liga 1980/81 | 8      | 2    | SC Telstar           |
| 2. nizozemská liga 1980/81 | 16     | 0    | VVV-Venlo            |
| 2. nizozemská liga 1981/82 | 31     | 8    | VVV-Venlo            |
| 2. nizozemská liga 1982/83 | 26     | 6    | VVV-Venlo            |
| 2. nizozemská liga 1983/84 | 8      | 0    | VVV-Venlo            |
| CELKEM 1. nizozemská liga  | 266    | 72   |                      |